# دژچین
دژچین (به لهستانی:  Drzecin) یک روستا در لهستان است که در گمینا سووبیتسه (استان لوبوسکی) واقع شده‌است. دژچین ۴۰۰ نفر جمعیت دارد.